# 妙興寺駅
妙興寺駅（みょうこうじえき）は、愛知県一宮市大和町妙興寺字北浦宮地と花池四丁目に跨がった、名古屋鉄道名古屋本線の駅である。駅番号はNH49。名前の由来である妙興寺の最寄駅である。

## 歴史
- 1924年（大正13年）2月3日 - 開業。
- 1948年（昭和23年）11月1日以前 - 無人化[1]。
- 1993年（平成5年）2月21日 - 高架化[2]。
- 2011年（平成23年）2月11日 - ICカード乗車券「manaca」供用開始。
- 2012年（平成24年）2月29日 - トランパス供用終了。

## 駅構造
相対式2面2線の高架駅。ホームは131mと132m（6両分）。改札口は地上にあり、南北1ヶ所ずつ。エレベーター、エスカレーター、トイレは設置されていない。国府宮 - 名鉄一宮間は開業時期が古く、当駅は高架化後も半径1000mのカーブ（制限速度115km/h）が連続する区間上にある。北改札口の所在地は一宮市花池となる。高架化前は島氏永駅と同様、千鳥配置のホームを有する駅であった。列車は編成の長さにかかわらず各ホームの先端に合わせて停車する。そのため南改札口から岐阜方面の2両編成、北改札口から名古屋方面の2両編成までは距離がある。
無人駅であり、2003年春にトランパス対応駅となった。その際に駅集中管理システム（管理元は隣の名鉄一宮駅）が導入され、自動改札機、自動券売機、自動精算機などが設置された。

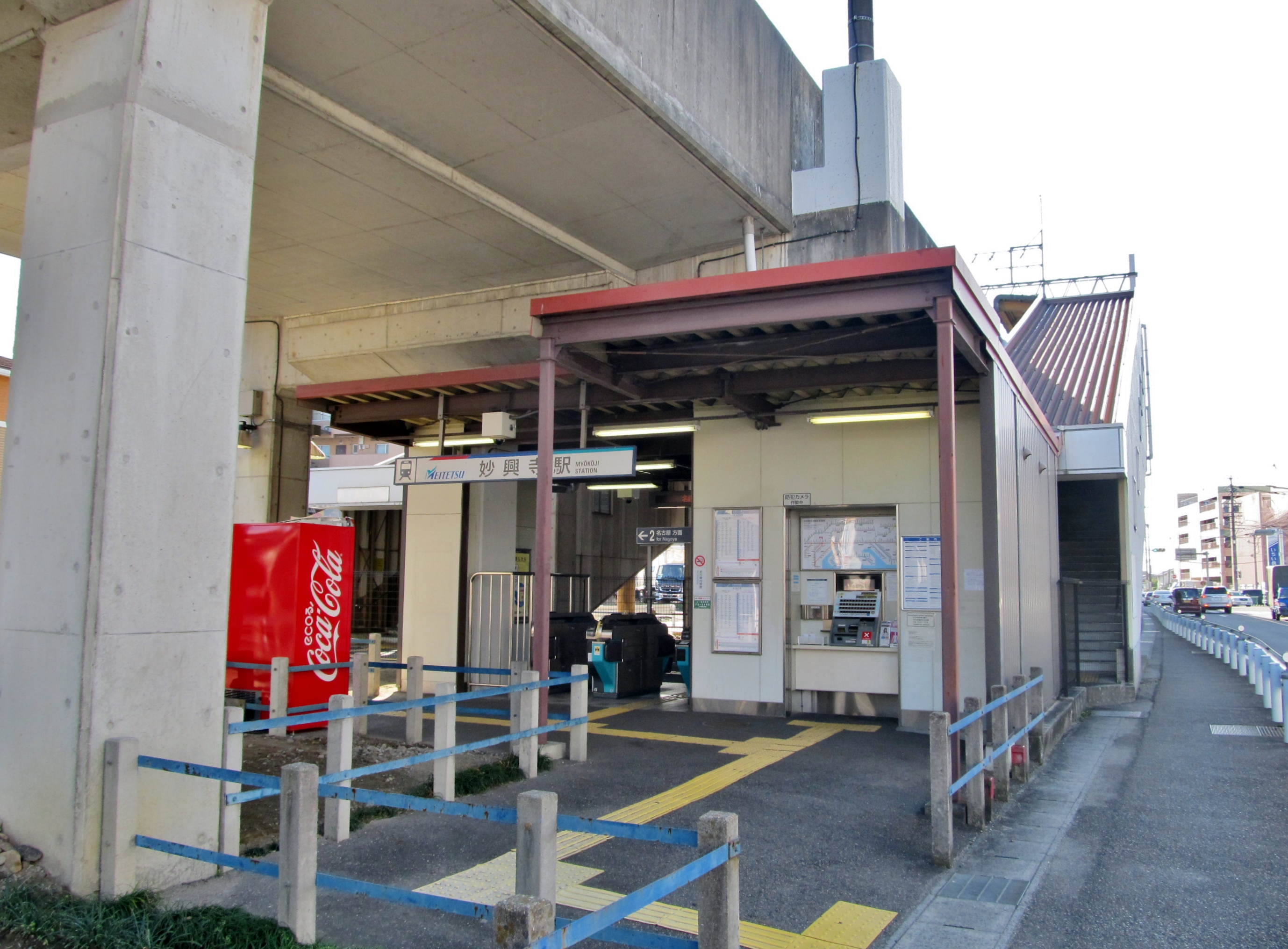
北改札口
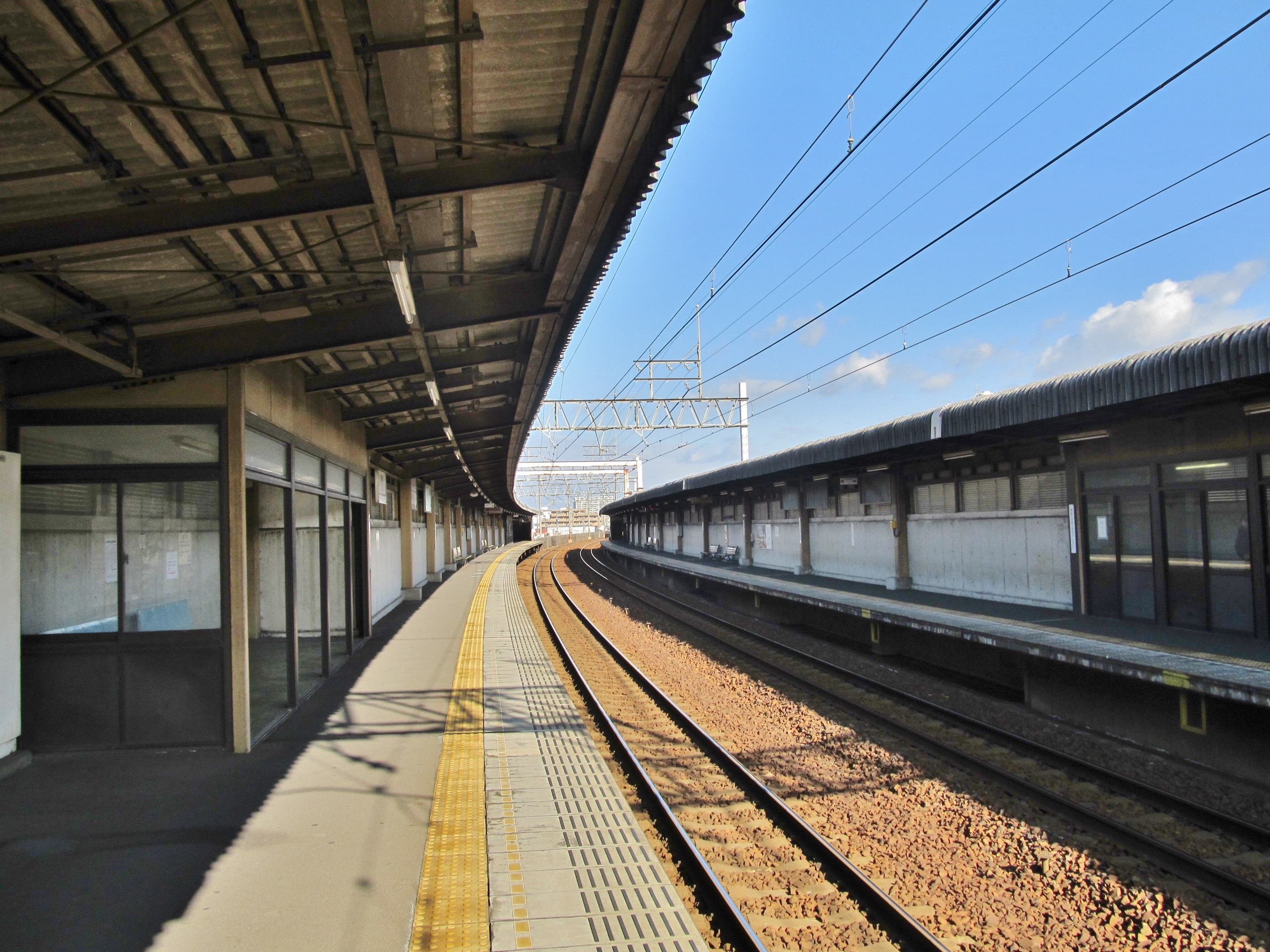
ホーム
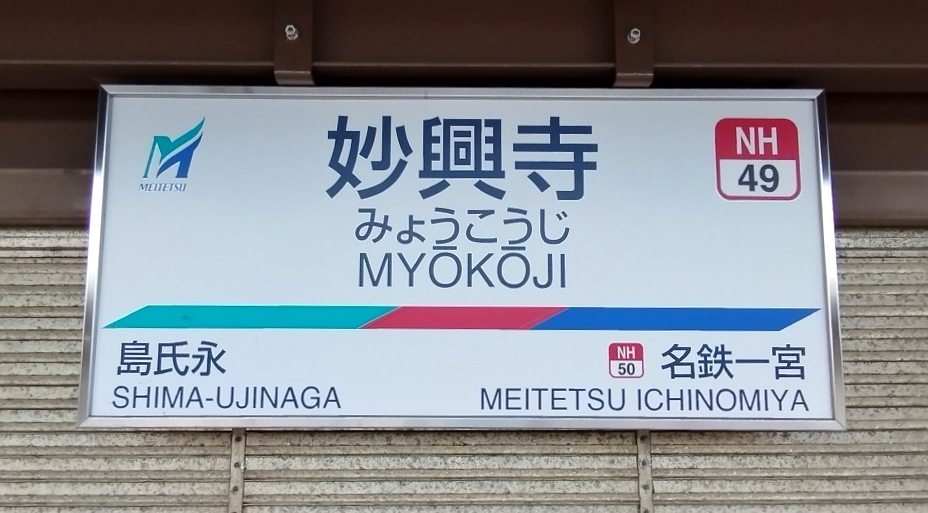
駅名標

### のりば
| 番線 | 路線          | 方向 | 行先                   |
| ---- | ------------- | ---- | ---------------------- |
| 1    | NH 名古屋本線 | 下り | 名鉄一宮・名鉄岐阜方面 |
| 2    | NH 名古屋本線 | 上り | 名鉄名古屋・金山方面   |

### 配線図
| ← 名古屋方面 | 妙興寺駅 構内配線略図 | → 一宮・ 岐阜方面 |
| 凡例 出典:   |                       |                   |

## 利用状況
- 移動等円滑化取組報告書によると、2020年度の1日平均乗降人員は2,410人であった[7]。
- 『名鉄120年：近20年のあゆみ』によると2013年度当時の1日平均乗降人員は2,302人であり、この値は名鉄全駅（275駅）中170位、名古屋本線（60駅）中44位であった[8]。
- 『名古屋鉄道百年史』によると1992年度当時の1日平均乗降人員は900人であり、この値は岐阜市内線均一運賃区間内各駅（岐阜市内線・田神線・美濃町線徹明町駅 - 琴塚駅間）を除く名鉄全駅（342駅）中232位、 名古屋本線（61駅）中53位であった[9]。
- 愛知県の統計によれば、1日平均の乗車人員は、平成19年度876人、平成20年度911人である。愛知県内の名古屋本線の駅では、55駅中46位。

## 駅周辺
- 妙興寺 （妙興報恩禅寺）
- 一宮市博物館
- 大神神社
- ピアゴパワー妙興寺店
- 愛知県道65号一宮蟹江線

## 隣の駅
名古屋鉄道
NH 名古屋本線
□ミュースカイ・□快速特急・■特急・□快速急行・■急行・■準急
通過
■普通
島氏永駅（NH48） - 妙興寺駅（NH49） - 名鉄一宮駅（NH50）
島氏永駅開業以前、国府宮駅 - 当駅間には島駅、氏永駅の2駅が存在した。また、当駅 - 名鉄一宮駅間にも花池駅（1927-30年頃廃止）があった。